# Peltonyxa invalida
Peltonyxa invalida is een keversoort uit de familie schorsknaagkevers (Trogossitidae). De wetenschappelijke naam van de soort werd in 1892 gepubliceerd door Thomas Blackburn.